# الماس‌ها (ترانه سم اسمیت)
«الماس‌ها» (به انگلیسی: Diamonds) ترانه‌ای از خواننده انگلیسی سم اسمیت که در ۱۸ سپتامبر ۲۰۲۰ به عنوان دومین تک آلبوم او، عشق می‌رود (۲۰۲۰) از طریق کپیتال رکوردز منتشر شد. این ترانه توسط اسمیت، شلبک و اسکار گورس نوشته شده‌است و شلبک و گورس تهیه‌کنندگی آن را بر عهده داشته‌اند.